# 高知県道324号七里仁井田線
高知県道324号七里仁井田線（こうちけんどう324ごう ななさとにいだせん）は、高知県高岡郡四万十町を通る一般県道である。　

## 概要
高岡郡四万十町七里から高岡郡四万十町仁井田に至る。
この路線はもともと郡道七里 - 仁井田線として存在しており、現在でも供用されている川原越隧道も1919年（大正8年）に郡制下で完成している。1923年（大正12年）に郡制が廃止された後、郡道から県道へ移管された。
現在の七里仁井田線としての県道認定日は、昭和5年11月4日と記されている。

### 路線データ
- 起点：高岡郡四万十町七里（高知県道19号窪川船戸線交点）
- 終点：高岡郡四万十町仁井田（国道56号交点）
- 総延長：3,681 m[注釈 1][1]

## 歴史
- 1930年（昭和5年）11月4日 - 県道認定[1]。

## 路線状況
県道ではあるが、河原越トンネルを含む山道の区間は、舗装はされているものの道幅が狭く、路肩も不十分で離合すら困難な区間が続く。。
平成20年代以降、通学路の安全確保が全国的に行われており、当路線でも国道56号から仁井田小学校までの区間が、歩道付き片側一車線として2018年（平成30年）に拡幅された。

### 道路施設

#### 橋梁
- 花の木橋（橋長6.2 m、幅員5.7 m、1981年（昭和56年）架設[4]、高岡郡四万十町）

#### トンネル
- 川原越隧道：延長92 m、幅員4.5 m、1919年（大正8年）完成[5]、高岡郡四万十町

## 地理

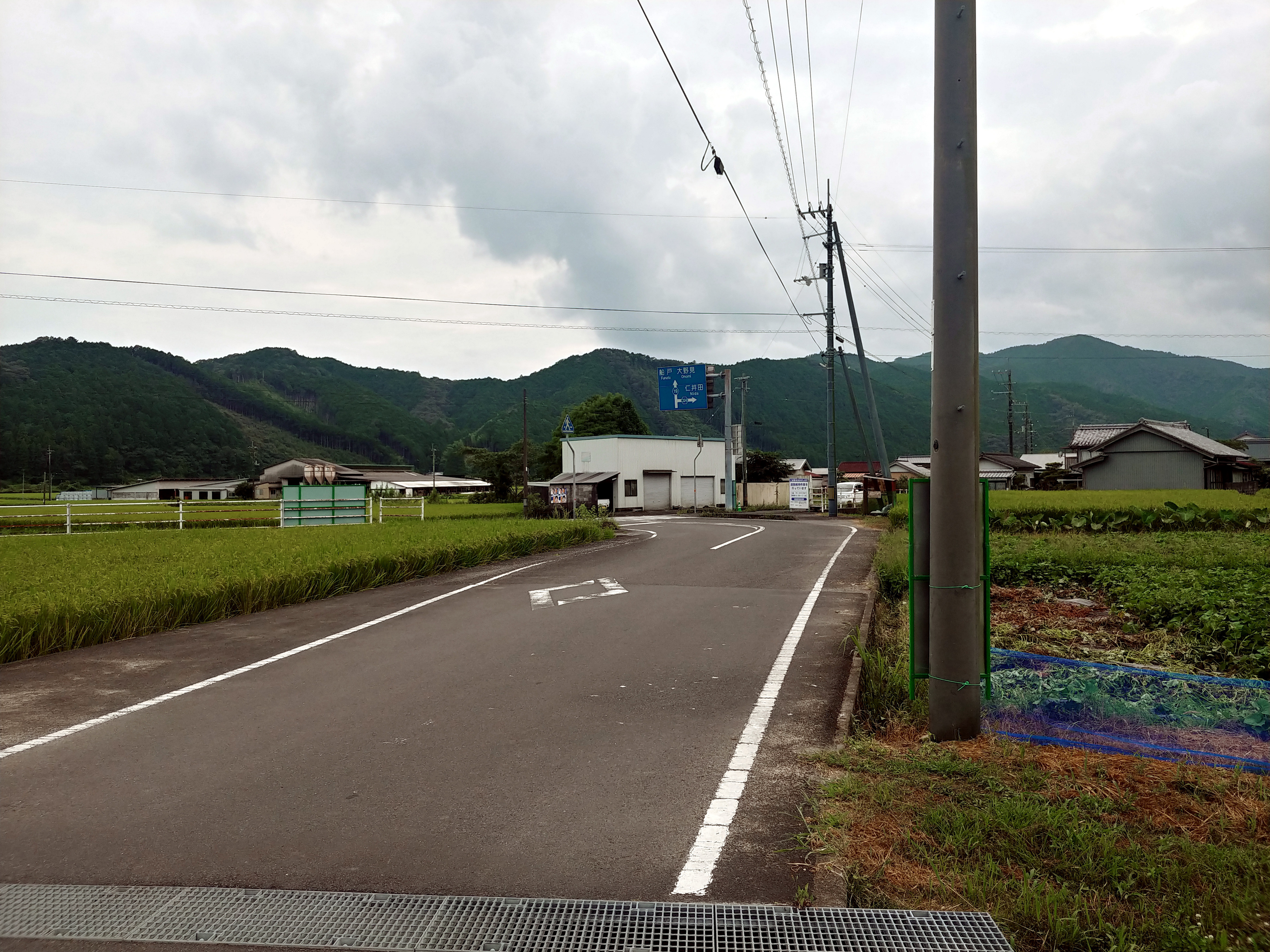
高知県道324号起点
高岡郡四万十町七里

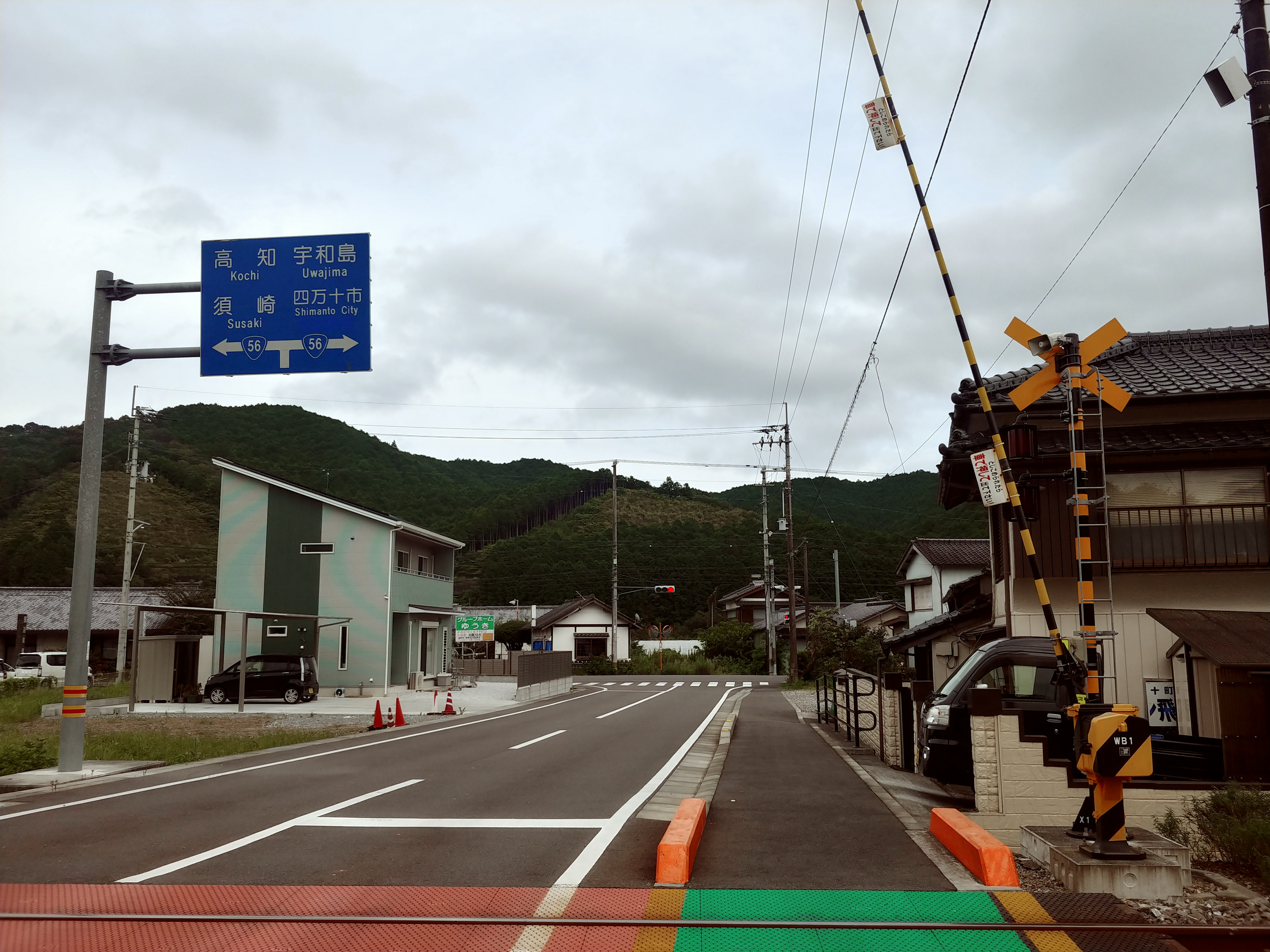
高知県道324号終点
高岡郡四万十町仁井田

### 通過する自治体
- 高知県
  - 高岡郡四万十町

### 交差する道路
| 交差する道路            | 交差する場所 | 交差する場所 |
| ----------------------- | ------------ | ------------ |
| 高知県道19号窪川船戸線  | 七里         | 起点         |
| 国道56号 国道381号 重複 | 仁井田       | 終点         |

### 交差する鉄道
- 土讃線

### 沿線
- 四万十町立仁井田小学校
- JR四国土讃線 仁井田駅